# Аллаяров, Мамашо
Мамашо Аллаяров — советский хозяйственный, государственный и политический деятель.

## Биография
Родился в 1926 году. Член КПСС.
С 1942 года — на хозяйственной, общественной и политической работе. В 1942—1986 гг. — учётчик в совхозе «Мубарек» Касанского района, бухгалтер, управляющий отделением совхоза «Каракум», директор Кашкадарьинского областного треста каракулеводческих совхозов, первый секретарь Гузарского райкома партии, начальник областного
треста каракулеводческих совхозов, начальник областного управления сельского хозяйства, первый секретарь Камашинского райкома КП Узбекистана.
Избирался депутатом Верховного Совета Узбекской ССР 8-го, 10-го созывов.
Умер после 1986 года.